# 施履本

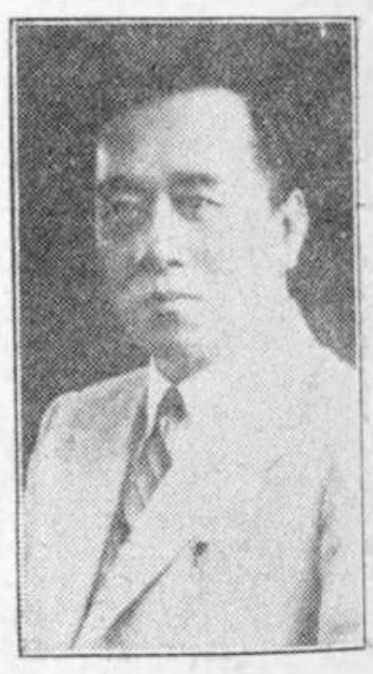
《大满洲帝国名鉴》（1934年）

施履本（1878年—1938年），字长卿，满族，湖北江陵人。清朝、中华民国及满洲国官员。

## 生平
施履本毕业于日本东京法政大学。归国后，他获清朝法政科举人，任宪政编查馆编制局副科员。
中华民国成立后，他曾任北京政府外交部主任秘书。
满洲国成立后，施履本参加满洲国，历任满洲国哈尔滨市市长、濱江省省长。1938年1月17日、逝世。